# Luza (città)
Luza è una cittadina della Russia europea nordorientale (Oblast' di Kirov), situata sulle sponde del fiume omonimo, 301 km a nordovest del capoluogo Kirov; è il capoluogo amministrativo del distretto omonimo.
Fondata alla fine del XIX secolo in seguito all'apertura (1899) della stazione ferroviaria omonima; sul sito è tuttavia attestata la presenza di un centro abitato fin dal XVII secolo. La concessione dello status di città risale invece al 1944.
Luza è un importante centro per lo sfruttamento forestale.

## Società

### Evoluzione demografica
Fonte: mojgorod.ru
- 1939: 6.700
- 1959: 13.200
- 1970: 14.000
- 1989: 13.700
- 2007: 11.400